# Alya
Alya, pseudonimo di Alja Omladič (Mozirje, 28 maggio 1983), è una cantante slovena.

## Biografia
Alya è salita alla ribalta con la sua partecipazione al festival radiofonico Hit, arrivando 2ª con la sua canzone Mr. Poželenja. All'inizio del 2003 ha visto la prima delle sue sette partecipazioni ad EMA, il processo di selezione del rappresentante sloveno per l'Eurovision Song Contest, dove ha ottenuto i suoi risultati migliori nel 2004 e nel 2009, finendo 3ª in entrambi gli anni. Nel 2004 è uscito il suo album di debutto eponimo.
Nel 2016 ha partecipato per la prima volta al festival della musica slovena Melodije morja in sonca, risultando vincitrice. La sua canzone, Srce za srce, è diventata la sua prima numero uno nella classifica slovena, la SloTop50.

## Discografia

### Album in studio
- 2004 – Alya
- 2009 – Non Stop!
- 2014 – Car
- 2019 – Iz dnevne sobe

### Singoli
- 2004 – Fluid
- 2004 – Alya
- 2004 – Omama
- 2005 – Exxtra
- 2005 – Zvezda večera
- 2005 – Občutek
- 2007 – Vizija
- 2007 – A veš
- 2008 – Zelo naglas
- 2008 – Absolutely moj
- 2009 – Zadnji dan (feat. Rudi Bučar)
- 2009 – Brazil
- 2010 – Non Stop!
- 2010 – Tu in zdaj
- 2011 – Vse bo lepo
- 2011 – Vse bo vredu
- 2011 – Vse manj je dobrih gostiln (feat. Andrej Šifrer)
- 2012 – Moja pesem
- 2013 – Zlaži se mi
- 2016 – Srce za srce